# Contrôle dynamique de la traction
 (octobre 2023).
Si vous disposez d'ouvrages ou d'articles de référence ou si vous connaissez des sites web de qualité traitant du thème abordé ici, merci de compléter l'article en donnant les références utiles à sa vérifiabilité et en les liant à la section « Notes et références ».
Le contrôle dynamique de la traction (en anglais Dynamic Traction Control, DTC) est un dispositif de sécurité utilisé dans l'automobile sur les véhicules du groupe BMW.
Il est également placé sur des motos du même groupe.
Il s'agit d'un sous système du DSC qui limite la puissance motrice afin de prévenir le patinage des roues.
En permettant un léger patinage le système optimise la traction sur la neige, boue… en autorisant un léger patinage qui permettra au véhicule d'avancer. Ce système permet aussi une conduite sportive en terrain « normal ».[pas clair]